# Kleiner Koserbach
Der Kleine Koserbach ist der knapp 5 km lange rechte Quellbach der Koser.

## Geographie

### Verlauf
Der Kleine Koserbach entspringt nördlich von Marktleugast-Mannsflur. Er fließt in südlicher Richtung durch eine enge Schlucht. Bei der Achatzmühle wird er vom Schallerbach verstärkt. Bei Kupferberg-Schmölz fließt er mit dem Großen Koserbach zur Koser zusammen.

### Zuflüsse
- Schallerbach, von rechts auf 457 m ü. NHN an der verfallenen Achatzmühle, ca. 3,2 km[1] und ca. 4,5 km²[1]

### Flusssystem Schorgast
- Fließgewässer im Flusssystem Schorgast